# Cattedrale di Viseu
La cattedrale di Santa di Maria di Viseu (o Sé de Viseu) è la chiesa cattolica maggiore di Viseu e cattedrale della diocesi di Viseu. Iniziata in stile romanico nel XII secolo sotto il regno di Afonso I, fu rimaneggiata in epoca successiva con aggiunte in stile rinascimentale e manierista.